# Ça commence aujourd'hui
Ça commence aujourd'hui is een Franse film van Bertrand Tavernier die uitgebracht werd in 1999.
Dit is de tweede film van Tavernier die zich in het onderwijsmilieu afspeelt. Waar het in Lyon gesitueerde drama Une semaine de vacances (1980) toont hoe een leerkracht aan zichzelf en aan haar roeping twijfelt, voert Tavernier nu een idealistische onderwijzer op in een grauwe, verarmde streek in Noord-Frankrijk.

## Samenvatting
Een dorpje in de buurt van Valenciennes. De steenkoolmijnen zijn gesloten en de streek wordt geteisterd door een hoge werkloosheidsgraad. Daniel Lefebvre is een mijnwerkerszoon die het tot directeur van de plaatselijke lagere school geschopt heeft. Hij leidt zijn team gemotiveerde onderwijzers met veel toewijding en enthousiasme. 
Op een dag komt mevrouw Henry ruim na schooltijd eindelijk haar dochtertje Laetitia ophalen.  Wanneer ze haar kind wil omhelzen valt ze stomdronken op de grond. Ze schaamt zich diep en gaat ervandoor zonder te beseffen dat ze haar dochtertje en de baby die ze bij zich had zomaar achterlaat. 
Daniel zit opgescheept met de kinderen, contacteert de sociale dienst maar krijgt geen hulp. Hij besluit dan maar hen zelf thuis te brengen, tegen het reglement in. Hij wordt zo geconfronteerd met de financiële problemen waarmee heel wat ouders worstelen en hij wordt geleidelijk aan de stem van de armen.

## Rolverdeling
| Acteur                 | Personage                       |
| ---------------------- | ------------------------------- |
| Philippe Torreton      | Daniel Lefebvre                 |
| Maria Pitarresi        | Valeria                         |
| Nadia Kaci             | Samia Damouni                   |
| Véronique Ataly        | mevrouw Lienard                 |
| Nathalie Bécue         | Cathy                           |
| Emmanuelle Bercot      | mevrouw Tievaux                 |
| Françoise Bette        | mevrouw Delacourt               |
| Christine Citti        | mevrouw Baudoin                 |
| Christina Crevillén    | Sophie                          |
| Sylviane Goudal        | Gloria                          |
| Didier Bezace          | de inspecteur                   |
| Kelly Mercier          | Laetitia                        |
| Betty Teboulle         | mevrouw Henry                   |
| Gérard Giroudon        | de burgemeester                 |
| Marief Guittier        | de moeder van Daniel            |
| Benoît Constant        | de vader van Daniel             |
| Daniel Delabesse       | Marc                            |
| Jean-Claude Frissung   | de collega van de directeur     |
| Thierry Gibault        | de politie-inspecteur           |
| Philippe Meyer         | het gemeenteraadslid            |
| Gerald Cesbron         | mijnheer Henry                  |
| Michelle Goddet        | de moeder van het geslagen kind |
| Stefan Elbaum          | de oom van het geslagen kind    |
| Nathalie Desprez       | mevrouw Bry                     |
| Françoise Miquelis     | mevrouw Duhem                   |
| Frédéric Richard       | mijnheer Bacheux                |
| Johanne Cornil-Leconte | mevrouw Bacheux                 |
| Lambert Marchal        | Rémi                            |
| Sylvie Delbauffe       | de vrouw met de baby            |
| Mathieu Lenne          | Jimmy                           |